# Vladimír Pucholt
Vladimír Pucholt, né à Prague (alors dans le protectorat de Bohême-Moravie) le 30 décembre 1942 , est un acteur tchèque.

## Biographie
Encore enfant, Vladimír Pucholt tient des petits rôles dans plusieurs films de long métrage et devient vite populaire. Il fait ses débuts au cinéma dans le film Konec strasidel de Jan Matejovský et Jirí Slavícek, qui sort en août 1953.
Il étudie à l'Académie de théâtre des Beaux Arts (en) de Prague et obtient son premier rôle principal en 1963 dans le film de Miloš Forman L'As de pique où son « bonjour » est devenu légendaire. Il tient ensuite un rôle majeur dans le film musical Starci na chmelu (en) de 1964, réalisé par Ladislav Rychman ainsi que dans Les Amours d'une blonde (1965) de Forman. Après l'obtention de son diplôme en 1965, il est engagé au club d'art dramatique de Prague et y joue jusqu'en 1968. Sa dernière apparition à l'écran date de 1970 dans un téléfilm, Malatesta.
Il émigre en Grande-Bretagne et travaille occasionnellement, entre autres comme laveur de vitres, tout en apprenant l’anglais en soirée. Il étudie la médecine et obtient son diplôme.
Pucholt revient une première fois au cinéma en 1999 dans le film de Vojtěch Jasný, Le Paradis perdu puis encore en 2014 dans V klidu a naplno de Josef Abrhám ml.
Il a travaillé ensuite en tant que pédiatre au Canada, à Toronto.

## Filmographie
- 1958 : Kasaři
- 1960 : Žalobníci
- 1961 : Malý Bobeš
- 1962 : Oranžový měsíc
- 1962 : Šestý do party (TV)
- 1963 : L'As de pique (Černý Petr) de Miloš Forman
- 1963 : Kdyby ty muziky nebyly
- 1963 : L'Audition (Konkurs) de Miloš Forman
- 1964 : Les Diamants de la nuit (Démanty noci) de Jan Němec
- 1964 : První den mého syna
- 1964 : Starci na chmelu (en)
- 1965 : Souhvězdí Panny
- 1965 : Les Amours d'une blonde (Lásky jedné plavovlásky) de Miloš Forman
- 1967 : Svatba jako řemen de Jiří Krejčík
- 1970 : Malatesta (TV)
- 1999 : Návrat ztraceného ráje
- 2014 : V klidu a naplno (cs) de Josef Abrhám ml[1]

## Prix et récompenses
- (en) Vladimír Pucholt: Awards, sur l'Internet Movie Database

## Postérité
Un documentaire télévisé réalisé par Martin Slunečko et Miloslav Šmídmajer lui est consacré en 1996, Three Lives of Vladimir Pucholt.